# Martin Kotůlek
Martin Kotůlek (Olomouc, 1969. szeptember 11. –) cseh válogatott labdarúgó.

## Pályafutása

### Klubcsapatban
Pályafutását szülővárosa csapatában a Sigma Olomoucban kezdte 1986-ban. 1989-ben a Dukla Banská Bystrica együtteséhez került, de egy szezon után visszatért a Sigmahoz, melyet 10 éven keresztül erősített. 1990 és 2000 között 243 mérkőzésen lépett pályára 9 gólt szerzett. 2000-ben az FC Brno szerződtette, ahol négy szezont játszott. Ezt követően a 2004–2005-ös idényben az SFC Opava játékosa volt. 

### A válogatottban
1991-ben 1 alkalommal lépett pályára a csehszlovák válogatottban. 1994 és 1998 között 7 alkalommal szerepelt a cseh válogatottban. Részt vett az 1996-os Európa-bajnokságon, ahol ezüstérmet szereztek.

## Sikerei, díjai
Csehország
- Európa-bajnoki döntős (1): 1996

## Külső hivatkozások
- Martin Kotůlek – a FIFA adatbázisában
- Martin Kotůlek adatlapja a National-Football-Teams.com oldalon (angolul)

- Martin Kotůlek (angol nyelven). FootballDatabase.eu
- Martin Kotůlek (angol nyelven). eu-football.info
- Martin Kotůlek (cseh nyelven). fotbal.cz, FAČR